# Roberto Conti
Roberto Conti (* 16. Dezember 1964 in Faenza) ist ein ehemaliger italienischer Radrennfahrer. Während seiner Profikarriere von 1986 bis 2003 tat er sich insbesondere durch seine Leistungen als Helfer für Kapitain Marco Pantani hervor.
Nach dem Giro d’Italia 2002 wurde Conti aufgrund des Besitzes verschiedener verbotener Substanzen wegen Dopings für sechs Monate gesperrt.

## Teams
- 1986	Santini - Cierre
- 1987–1989 Selca-Conti
- 1990–1993 Ariostea
- 1994–1995 Lampre-Panaria
- 1996	Panaria - Vinavil
- 1997: Mercatone Uno
- 1998–1999: Mercatone Uno - Bianchi
- 2000: Vini Caldirola - Sidermec
- 2001: Cantina Tollo Acqua & Sapone
- 2002: Acqua & Sapone - Cantina Tollo
- 2003: Mercatone Uno - Scanavino